# Russule de fiel
Russula fellea
Espèce
Synonymes
- Agaricus felleus Fr.[2]

La Russule de fiel, Russula fellea est une espèce de champignons de la famille des Russulaceae.